# Ешреф Едип
Ешреф Едип Ферган (на турски: Eşref Edip Fergan) е османски и турски журналист, издател на списанието „Себилюррешад“. Едип е представител на реакционния ислямизъм и си сътрудничи с видни ислямистки писатели като Ебулула Мардин, Мехмет Акиф и Муса Казъм.

## Биография
Роден е в 1882 година в Сяр, тогава в Османската империя, в семейството на Ислам ага и Нефисе ханъм. Учи в мектеба и рушидието в родния си град, като едновременно научава арабски и наизустява Корана при серския мюфтия Имадюдин ефенди. Работи една година в съда, след което заминава за Цариград. Учи право в Цариградския университет, но посещава и лекции в медресето в Гази Атик Али паша джамия в Чемберлиташ. Събира и публикува извадки от лекциите на юристите, които слуша, и от проповедите на известни цариградски проповедници.
След Младотурската революция от 1908 година, която установява свобода на печата, Едип започва да публикува седмичното списание „Сърат-и Мюстаким“ (Честен и праведен път), в което пишат статии и коментари известни ислямистки писатели като Ебубула Мардин, Мехмет Акиф и Муса Казъм. Собствеността на списанието първоначално е споделена с Мардин, който обаче по-късно го оставя изцяло на Едип, който променя името му на „Себилюррешад“ (Път към Бога). Главен редактор е известният поет Мехмет Акиф, с когото Едип работи повече от десетилетие. Едип е добър организатор и издател и освен на ислямистки списанието дава трибуна и на националистически идеи, макар принципно да критикува националистическото младотурско правителство.
Заради критиките му, през 1916 година по време на Първата световна война правителството на Комитета за единство и прогрес забранява списанието. То започва да излиза отново едва след края на войната в 1918 година и свалянето на Комитета за единство и прогрес от власт, като продължава да критикува привържениците на „модерността“ и „западничеството“ и особено Абдула Джевдет.
По време на европейската окупация на Цариград, Едип и Акиф се местят в Анадола, където подпомагат националистическите сили. През Балъкесир се установяват в Кастамону, където през ноември 1920 година за кратко излиза „Себилюррешад“. После се установяват в Анкара, където списанието започва да излиза от 3 февруари 1921 година. Заедно с Акиф, Саид Нурси и шейх Ахмед ес Сенуси участват в ислямистки събор в Сивас. В Анкара работят с Мустафа Кемал и Великото национално събрание. Списанието на Едип се превръща в трибуна на националистическа пропаганда, но Едип и Акиф продължават и с лек ислямизъм. След победата на кемалистите Едип се завръща в Цариград и продължава издателската си дейност там.
В Цариград Едип продължава да се противопоставя на кемалистката атака срещу исляма и основните ислямски институции. След установяването на еднопартийния кемалистки режим, на опозицията, както ислямистка, така и либерална е нанесен удар. След въстанието на Шейх Саид в 1925 година, всички ислямистки издания са закрити. Затворено е и „Себилюррешад“, като последният му брой е 641. Едип е арестуван, отведен в Анкара, а след това в Диарбекир, където е съден от военен съд. Освободен е на 13 септември 1925 година, но издаването на „Себилюррешад“ е забранено. През следващите 23 години той публикува предимно брошури за религиозно образование и монографии за Акиф и Нурси. В библиотеката „Асър и Илмие“ публикува видни западни и източни писатели.
През октомври 1940 година Едип започва да публикува Ислямско-турска енциклопедия заесно с Исмаил Хакъ Измирли, Камил Мирас и Йомер Ръза Догрул.
С връщането на свободата на печата в Турция, през май 1948 година Едип събира нов редакционен екип и отново започва публикуването на „Себилюррешад“, което излиза нови 18 години до февруари 1966 година с 362 броя, макар и не така успешно. Едип е съден още два пъти, но не престава борбата си със секуларизма.
Умира през декември 1971 година. Погребан е в гробището Едирнекапъ.